# Challenger Bolivia 2023
Il Challenger Bolivia 2023 è stato un torneo maschile di tennis professionistico giocato sulla terra rossa. È stata la 3ª edizione del torneo, facente parte della categoria Challenger 75 nell'ambito dell'ATP Challenger Tour 2023. Si è giocato al Las Palmas Country Club di Santa Cruz de la Sierra, in Bolivia, dall'11 al 17 settembre 2023.

## Partecipanti

### Teste di serie
| Nazionalità | Giocatore               | Ranking* | Testa di serie |
| ----------- | ----------------------- | -------- | -------------- |
| Argentina   | Juan Manuel Cerúndolo   | 93       | 1              |
| Argentina   | Genaro Alberto Olivieri | 140      | 2              |
| Bolivia     | Hugo Dellien            | 147      | 3              |
| Argentina   | Thiago Agustín Tirante  | 150      | 4              |
| Argentina   | Francisco Comesaña      | 160      | 5              |
| Argentina   | Mariano Navone          | 184      | 6              |
| Italia      | Luciano Darderi         | 185      | 7              |
| Argentina   | Camilo Ugo Carabelli    | 202      | 8              |

* Ranking al 28 agosto 2023.

### Altri partecipanti
I seguenti giocatori hanno ricevuto una wild card per il tabellone principale:
- Juan Ignacio Londero
- Juan Carlos Prado Ángelo
- Matías Soto

Il seguente giocatore è entrato in tabellone con il ranking protetto:
- Pedro Sakamoto

I seguenti giocatori sono passati dalle qualificazioni:
- Orlando Luz
- Marcelo Zormann
- Facundo Mena
- Pedro Boscardin Dias
- Gonzalo Villanueva
- José Pereira

## Punti e montepremi
| Torneo    | Torneo              | V      | F     | SF    | QF    | 2T    | 1T  | Q | Q2  | Q1  |
| Singolare | Punti               | 75     | 50    | 30    | 16    | 7     | 0   | 4 | 2   | 0   |
| Singolare | Premi in denaro ($) | 10,840 | 6,355 | 3,780 | 2,200 | 1,300 | 780 | – | 390 | 200 |
| Doppio    | Punti               | 75     | 50    | 30    | 16    | –     | 0   | – | –   | –   |
| Doppio    | Premi in denaro ($) | 4,645  | 2,700 | 1,630 | 965   | –     | 545 | – | –   | –   |

## Campioni

### Singolare
Mariano Navone ha sconfitto in finale  Francisco Comesaña con il punteggio di 4–6, 7–5, 6–1.

### Doppio
Boris Arias /  Federico Zeballos hanno sconfitto in finale  Matías Soto /  Gonzalo Villanueva con il punteggio di 6–2, 4–6, [10–7].